# Cayo Casio Longino (cónsul 73 a. C.)
Cayo o Gayo Casio Longino  fue un cónsul y comandante romano, probable padre del magnicida Casio.

## Carrera política
De origen incierto, obtuvo el consulado en 73 a. C. con Marco Terencio Varrón como compañero; ese año ambos aprobaron la Lex Terentia Cassia frumentaria que ordenaba al Estado comprar alimento en Sicilia para venderlo a un precio razonable en la capital. Como procónsul de la Galia Cisalpina (72 a. C.) durante el levantamiento de Espartaco intentó detener al tracio en las inmediaciones de Mutina (Módena), pero cayó derrotado de manera contundente, salvando su vida por poco.
En 70 a. C. compareció como testigo de la acusación durante el juicio de Verres; y en 66 a. C. apoyó la Lex Manilia que concedía el mando del conflicto contra Mitrídates del Ponto a Pompeyo; Cicerón también apoyó esta ley mediante un memorable discurso que aún hoy se conserva.
Se sospecha que murió a una edad muy avanzada en el año 43 a. C. El consular de nombre «Varus» que fue proscrito y asesinado en Minturnae ese año, puede haber sido Gayo Casio, ya que no encontramos ningún cónsul con este apellido.